# 桃叶鸦葱
桃叶鸦葱（学名：Scorzonera sinensis）为菊科鸦葱属的植物，为中国的特有植物。分布于中国大陆的江苏、北京、河北、内蒙古、山东、甘肃、安徽、河南、辽宁、宁夏、山西等地，生长于海拔280米至2,500米的地区，一般生长在沙丘、荒地、山坡、丘陵地或灌木林下，目前尚未由人工引种栽培。
其种加词“sinensis”意为“中华的”。